# Mercedes-Benz CLR
La Mercedes-Benz CLR è una vettura sport prototipo realizzata dalla Mercedes-Benz nel 1999, secondo i regolamenti ACO per la categoria LM GTP (Le Mans Gran Turismo Prototype), l'obiettivo di questo progetto era quello di vincere la 24 Ore di Le Mans 1999, ma è invece rimasta tristemente famosa per una serie di decolli ad alta velocità proprio in quella gara

## Contesto

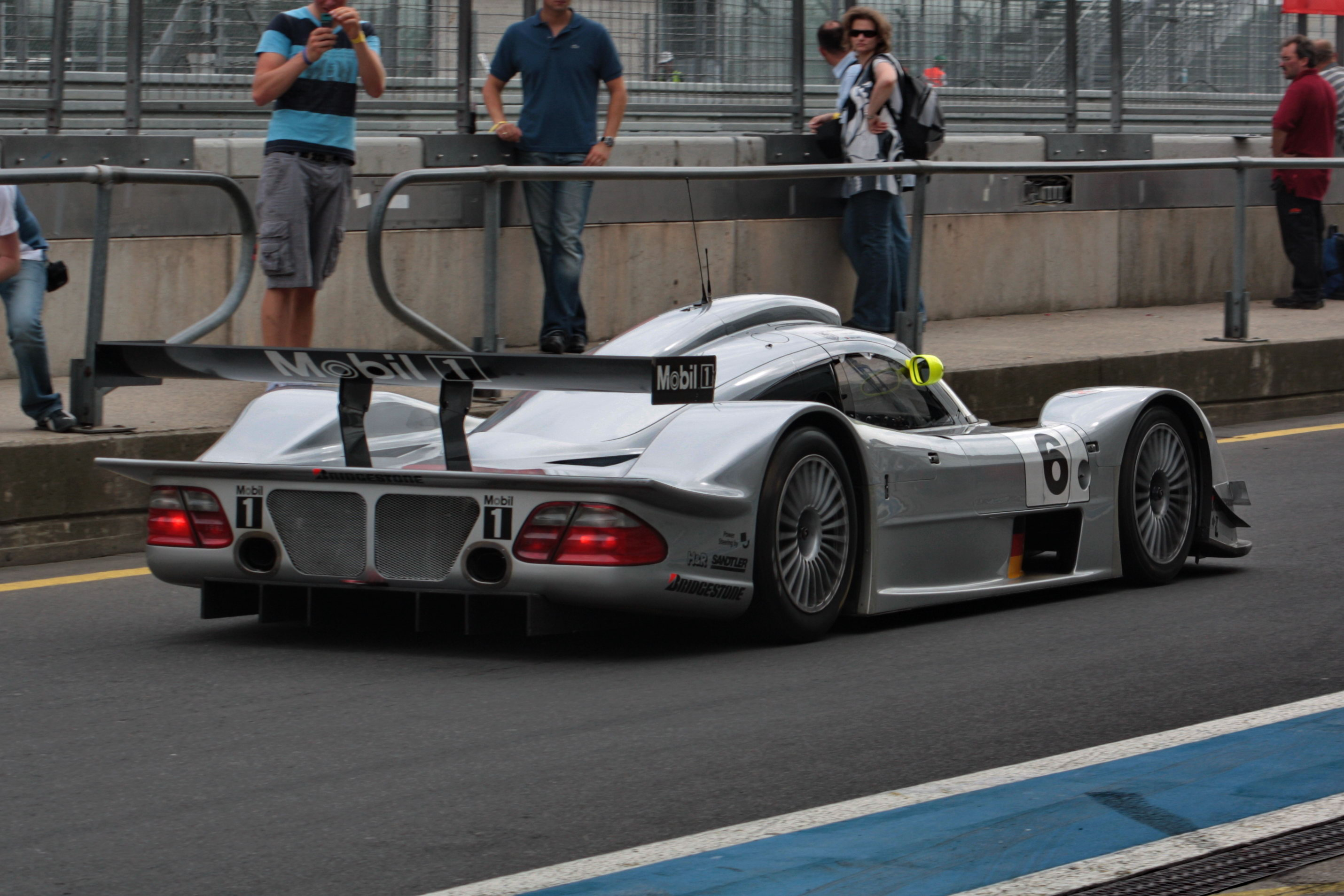
Vista posteriore

Nel 1998 le vetture GT1 che gareggiano nel Campionato mondiale Gran Turismo e nella 24 Ore di Le Mans adottano ormai soluzioni tecniche talmente evolute che si discostano nettamente dal concetto di Gran Turismo per le quali era stato creato il campionato, le sembianze sono più simili a quelle dei prototipi di Gruppo C, categoria soppressa pochi anni prima. Il regolamento sportivo troppo permissivo ha fatto sì che a sfidarsi non siano più vere GT derivate dalla produzione, ma prototipi concepiti appositamente per questo tipo di corse, costruiti in pochi esemplari e molto costosi, che hanno così snaturato la filosofia della serie. La FIA corre ai ripari escludendo dal mondiale 1999 le vetture che hanno gareggiato fino al 1998 nella classe GT1 e promuove le meno sofisticate vetture della allora classe GT2 a uniche Gran Turismo che possono competere per la nuova classe GT1. L'ACO per far fronte ai costruttori che dispongono di vetture ripudiate dalla classe GT1, crea la nuova classe LM GTP, della quale fanno parte alcune delle vetture più prestazionali come la Toyota GT-One, mentre Nissan e Panoz al posto delle loro GT, realizzano delle sport.
La Mercedes-Benz campione del mondo Gran Turismo 1998 con la CLK-LM, decide di realizzare una nuova vettura per la classe LM GTP, ritenendola ideale per poter vincere e far passare in secondo piano il ritiro accorso nella 24 Ore di Le Mans 1998. Viene quindi realizzata la nuova CLR, il cui design non è particolarmente innovativo o estremizzato rispetto al passato.

## Tecnica
Il telaio è una monoscocca in fibra di carbonio, della stessa natura la carrozzeria, il peso supera di poco i 900 kg, a spingerla è un motore V8 di 90° aspirato di 5,7 litri di cilindrata siglato Mercedes-Benz GT 108 C, si tratta di una evoluzione aggiornata del propulsore già montato sulla Mercedes-Benz C11 di Gruppo C (in questo caso privo di sovralimentazione) e della versione GT 108 B montato in precedenza sulla Mercedes-Benz CLK-LM. Questa unità è in grado di sviluppare oltre 600 CV a 7.000 giri al minuto, sui collettori di aspirazione sono poste come da regolamento due air restrictor da 34,3 mm per limitarne la potenza massima. La trasmissione è affidata ad un cambio trasversale sequenziale a sei rapporti con comandi al volante.

## Aerodinamica
A differenza della CLK-LM 1998, la cui aerodinamica era stata sviluppata presso la struttura della italiana Fondamental, la CLR viene realizzata dalla tedesca HWA divisione sportiva della Mercedes-AMG e sviluppata presso la galleria della Swift in California e a Northampton. La vettura è caratterizzata da un passo molto contenuto e sbalzi anteriore e posteriore accentuati, l'altezza supera di poco il metro.
Per sviluppare in pista la CLR, vengono svolti test di 50.000 km sui circuiti ovali di Fontana e Homestead, catini americani dell'alta velocità.

## Le Mans 1999
Alla 24 Ore di Le Mans 1999 vengono iscritte 3 Mercedes-Benz CLR, durante le prove di qualifica del giovedì, la Mercedes pilotata da Mark Webber mentre sta affrontando il dosso che precede la curva Indianapolis a circa 320 km/h, improvvisamente decolla e compie un doppio tonneau per poi ricadere sulle ruote. La vettura viene riparata e si ripresenta regolarmente nel warm-up di sabato mattina delle ore 9.00, al primo giro di pista sempre con Mark Webber alla guida, la CLR decolla nuovamente questa volta sul dosso di Mulsanne a circa 340 km/h, inizialmente si impenna poi ricade sul tetto, macchina semidistrutta e pilota indenne ma sotto shock.
La Mercedes allarmata da questi episodi, decide comunque di prendere il via ma con delle precauzioni: due vetture vengono assettate in modo meno rigido e con più carico aerodinamico, mentre la CLR di Webber non viene schierata. Durante la corsa, poco prima delle ore 21.00 la CLR condotta da Peter Dumbreck mentre è in scia ad una Toyota GT-One sul dosso che precede la curva Indianapolis decolla come un aereo, compiendo una serie di flip per poi atterrare nel bosco a 30 metri dalla pista; il pilota è illeso ma sotto shock, mentre la vettura è distrutta. Immediatamente viene fermata via radio anche l'ultima CLR in gara e la squadra Mercedes si ritira dalla corsa.
Per raggiungere velocità massime nell'ordine dei 350 km/h a livello delle Toyota GT-One (le CLR arrivarono a 349 km/h), l'assetto aerodinamico delle CLR è stato scaricato divenendo troppo portante, e quindi potenzialmente pericoloso in condizioni critiche come sopra i dossi o in scia a delle vetture. L'ampia superficie del fondo posta nella parte di vettura a sbalzo dall'asse anteriore rende facilmente instabile il bilanciamento aerodinamico soprattutto in scia ad una vettura ed in presenza di variazioni di pendenza della pista. In seguito agli eventi del 1999 il regolamento tecnico verrà modificato per scongiurare il ripetersi di fatti potenzialmente molto pericolosi come i decolli delle automobili.
Dopo i decolli a Le Mans, le CLR non vengono più utilizzate e in parte dismesse, resta invece famoso il video che riprende le fasi dell'incidente.
La 24 Ore di Le Mans risulta essere una gara infausta per la Mercedes-Benz, nonostante due vittorie nel 1952 e nel 1989, fanno più clamore la tragedia del 1955 e i decolli del 1999.

## Curiosità
Delle 5 CLR costruite rimane solo quella con il telaio # 003, è uno dei 3 utilizzati a Le Mans, guidata da Bernd Schneider, era la più veloce del trio sia nelle prove libere che durante le qualifiche. Inoltre, è l'unico dei quattro telai CLR che non ha subito incidenti o decolli, il giro seguente all'incidente di Dumbreck è stato ritirato dalla corsa. A lungo si è creduto che tutte le CLR fossero state tutte dismesse per dimenticare il cattivo episodio, ma al Modena Trackdays del 2009, manifestazione automobilistica per vetture da corsa del passato tenutasi al Nürburgring è ricomparso il telaio # 003 venduto ad un collezionista privato che è sceso in pista alla guida del prototipo per alcuni giri dimostrativi.